# Philip Tattaglia
Don Philip Gustapay Tattaglia is een personage in Mario Puzo's roman De Peetvader, de eerste aflevering van de Godfather-trilogie en de film The Godfather. Hij werd gespeeld door acteur Victor Rendina.

## In het verhaal
Tattaglia is het hoofd van een van de vijf New Yorkse Families, die zijn naam draagt. Hoewel zijn primaire bedrijf de prostitutie is, is hij de eerste die Virgil Sollozzo's heroïnehandel steunt, en gaat de oorlog met de familie Corleone aan, nadat Vito Corleone weigert politieke en politiebescherming aan de onderneming te verlenen.
De Tattaglia's doden de beruchte Luca Brasi, maar hun verdere aanvallen mislukken. Don Tattaglia is zwaar aangeslagen als in het langdurige en bloedige conflict zijn zoon Bruno vermoord wordt en Vito Corleone de controle herstelt over zijn familie. Nadat Vito's zoon, Sonny Corleone, is vermoord, moeten de twee instemmen om een einde te maken aan de strijd. Maar Don Tattaglia dringt erop aan dat Don Corleone moet garanderen om niet de vrede te breken. Na toe te geven aan zijn eisen, realiseert Vito Corleone zich dat Don Tattaglia te zwak was en het plan was georganiseerd door een andere don, Emilio Barzini om de macht van de Corleones te breken, de buit te verdelen onder de vier overgebleven families, en de heroïnehandel zonder tegenstand te steunen.
Don Tattaglia's dood verschilt tussen de film en het boek. In de filmversie ligt hij in bed met een prostituee als Rocco Lampone en een andere moordenaar, die handelt op bevel van Michael Corleone, binnendringen en beiden vermoorden met Madsen M-50 machinepistolen. In het boek staat hij naast een bed met een jonge vrouw en dan komt Rocco Lampone binnen en schiet hem dood.
In The Godfather: The Game wordt Tattaglia eveneens gedood, waarbij hij de prostituee in gijzeling houdt, waardoor de hoofdpersoon de optie heeft om beiden dood te schieten.